# Dicranophorus cambari
Dicranophorus cambari is een raderdiertjessoort uit de familie Dicranophoridae. De wetenschappelijke naam van deze soort is voor het eerst geldig gepubliceerd in 1957 door Wulfert.